# Meioneta galapagosensis
Meioneta galapagosensis là một loài nhện trong họ Linyphiidae.
Loài này thuộc chi Meioneta. Meioneta galapagosensis được Léon Baert miêu tả năm 1990.